# Sakarias
Sakarias (hebreiska זְכַרְיָה Zəḵaryāh, "kom ihåg Yah"; grekiska Ζαχαρίας; Zakariya arabiska زَكَـرِيَّـا) är en person i Bibelns Nya testamente och i Koranen, och därmed vördad inom både kristendomen och islam.

## Inom kristendomen
Enligt Lukasevangeliet, vilket är den enda boken i Bibeln där Sakarias nämns, är han far till Johannes Döparen, son till Barak och gift med Elisabet som är släkt med Maria (Lukasevangeliet 1:36).

### Löftet om Johannes Döparens födelse
Sakarias tog emot en profetisk vision av ängeln Gabriel som berättade för honom om Johannes förestående födelse. Därefter blev Sakarias stum, men han "fylldes av profetiska ord" då Johannes skulle namnges. Sakarias var präst i templet i Jerusalem. Inga barn hade han och hans hustru fått och det var en stor sorg för båda. Men en dag kommer ängeln Gabriel till Sakarias och berättar att han ska bli far. När Sakarias först tvekar och ifrågasätter vad ängeln berättar säger ängeln att Sakarias då ska få vara stum ända till dess att barnet är fött. Sakarias stumhet skulle vara som ett tecken på att Gabriels ord var sanna.

## Inom Islam
Zakariya är även en profet i islam, och omskrivs i Koranen som Johannes Döparens far och en rättrådig präst. Vissa muslimer anser att han även är martyr. En gammal muntlig tradition säger att han sågades itu på ett sätt som påminner om berättelsen om Jesaja. Zakariyas firas av många muslimer första söndagen i Sha'ban.

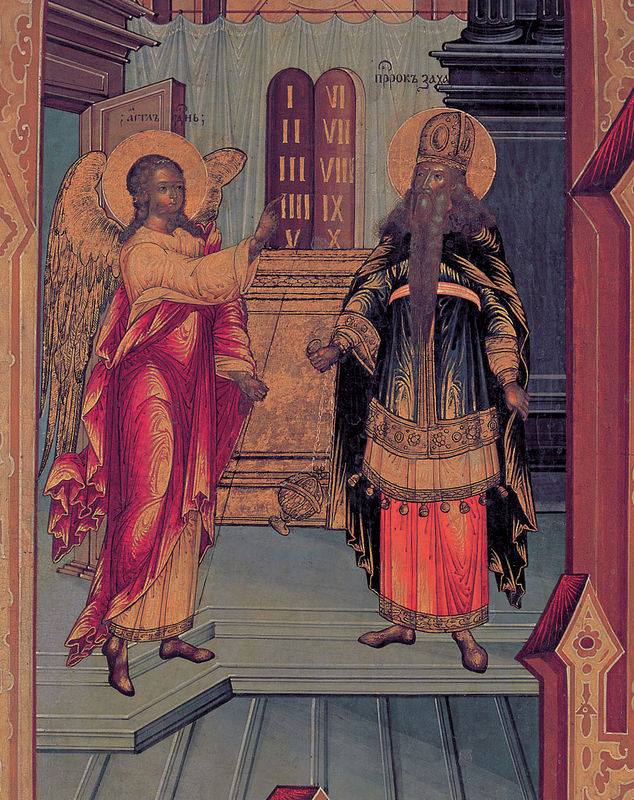
Rysk ikon som föreställer uppenbarelsen av ärkeängeln Gabriel inför Sakarias.
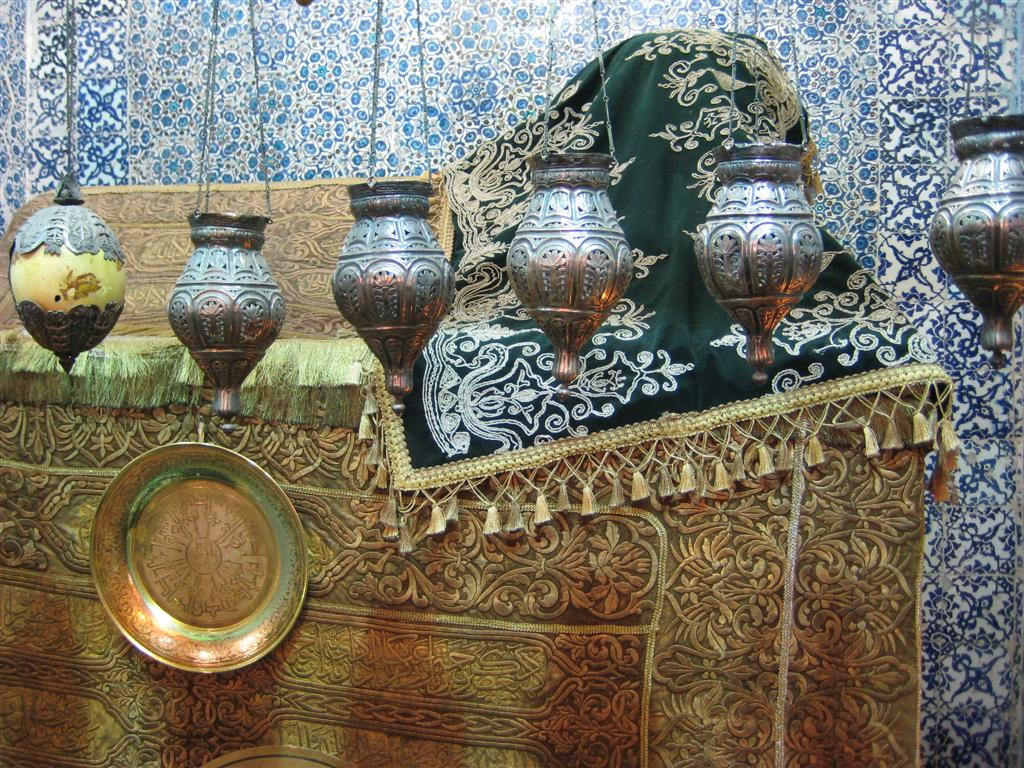
Zakariyas grav i Umayyadmoskén i Aleppo i Syrien.